# Chupacabras (album)
Chupacabras – pierwsza płyta krakowskiego zespołu Chupacabras, wydana w roku 2006 nakładem wytwórni Mystic Production.

## Lista utworów
1. "Chupacabras are fine" – 2:18
2. "Orp Dziad" – 3:13
3. "You never know" – 3:12
4. "Dlatego, że mnie nie chcesz" – 3:44
5. "See you dead" – 2:15
6. "Mucha" – 5:12
7. "Nerwowy" – 3:41
8. "Managrassfood Federation" – 4:54
9. "Control" – 3:25
10. "Follow me" – 3:28
11. "Idealne uderzenie zła" – 3:34

## Wykonawcy
- Wojciech Pazurkiewicz – śpiew
- Wojciech Stroński – gitara elektryczna
- Artur Nowak – gitara elektryczna
- Piotr Biernat – gitara basowa
- Robert Kasprzyk – perkusja

oraz gościnnie:
- Marcin Świetlicki – głos w utworze "Dlatego, że mnie nie chcesz"